# Beta Island, Bermuda
Beta Island är en ö i Bermuda (Storbritannien).   Den ligger i parishen Warwick, i den sydvästra delen av landet, 4 kilometer väster om huvudstaden Hamilton.